# 龍之谷：破曉奇兵
《龍之谷：破曉奇兵》（英語：Dragon Nest: Warriors' Dawn），是2014年7月31日上映的中國3D动画電影，由宋岳峰擔任導演，Mili Entertainment、華夏電影發行有限責任公司联合發行。本作为网络游戏《龍之谷》前传。

## 劇情
原本寧靜的阿爾特里亞大陸，被復活的黑龍及其魔物的勢力席捲。
綽號小魚的蘭伯特，是生活在小村莊里的普通少年，卻為了保護村莊，在誤打誤撞中作為小跟班加入了為討伐黑龍而建立的英雄聯盟。
這支由精靈、魔法師、遊俠和傳奇戰士組成的臨時雜牌聯盟，踏上了失落已久的古道，翻越詭異的叢林和奇幻的雪山尋覓黑龍的巢穴。
可前方，卻有意想不到的危機等著他們的到來。
旅程的艱辛和奇異的境遇讓蘭伯特迅速成長起來，可他最終能找到屬於自己的戰鬥的意義嗎？

## 演員
| 角色     | 職業       | 大陸配音 | 介紹 |
| 兰伯特   | 人类战士   | 沈达威   |      |
| 莉雅     | 精灵       | 徐嬌     |      |
| 贝思柯德 | 骑士       | 胡歌     |      |
| 阿尔杰塔 | 古代龙银龙 | 景甜     |      |
| 杰兰特   | 古代龙金龙 | 孙晔     |      |
| 巴尔纳   | 战士       | 孟祥龙   |      |
| 卡拉秋   | 魔法师首领 | 夏梓桐   |      |
| 内尔文   | 精灵女王   | 季冠霖   |      |
| 特拉玛依 | 牧师首领   | 商虹     |      |

## 制作
影片由曾参与《碟中谍3》、《歌舞青春》等片的美国制片人比尔·伯顿和好莱坞制作团队领衔中国一线原创团队历时两年打造，前期设计由中美双方在美国共同完成，后期制作全部由中方团队主导。本片耗资过亿元人民币，为中国国产动画片中最贵的一部，横店影视制作公司参与出品。
《龍之谷2》原本将于2015年年底推出，《龍之谷3》将会是真人版。但由于授权终止的原因，《龍之谷2》後改名為《精靈王座》，並於2016年8月推出。

## 電影歌曲
| 曲別         | 歌曲名稱              | 作詞                        | 作曲         | 演唱者       |
| 中文版主題曲 | 破曉以後              | 吴易纬、張靚穎              | Keely Hawkes | 張靚穎       |
| 英文版主題曲 | Gem of Love           | Keely Hawkes、James O'Brien | Keely Hawkes | Keely Hawkes |
| 英文版插曲   | Soldier for your Love | Keely Hawkes、James O'Brien | Keely Hawkes | Keely Hawkes |

## 外部連結
- 互联网电影数据库（IMDb）上《Dragon Nest: Rise of the Black Dragon》的资料（英文）
- 豆瓣电影上《龍之谷：破曉奇兵》的資料 （简体中文）
- 时光网上《龍之谷：破曉奇兵》的資料（简体中文）
- 龍之谷：破曉奇兵的Facebook專頁